# C/-43 K1 (Komet Caesar)
C/-43 K1 (Komet Caesar), in der Antike auch als sidus Iulium und Caesaris astrum, das Gestirn des vergöttlichten Julius Caesar bekannt, war ein Komet, der im Jahre 44 v. Chr. für sieben Tage am nordöstlichen Himmel Roms erschien. Einige Quellen (z. B. Servius) erwähnen eine Sichtbarkeit am Taghimmel.
Der Komet erschien an den von Caesars Adoptivsohn Octavian zwischen dem 20. und 23. Juli durchgeführten Spielen für die Venus als Victoria Caesaris. Daher meinte das Volk in ihm die vergöttlichte Seele Caesars zu erkennen. Octavian, welcher zu dieser Zeit bereits den Namen Gaius Julius Caesar angenommen hatte und zunächst offenbar beabsichtigte, das sidus auf sich selbst zu beziehen, ließ daraufhin diesen Kometen an die Statue des Divus Iulius über der Stirn anbringen. Auch auf zahlreichen Münzen erschien das sidus Iulium mit der Beischrift divus Iulius. Die Bezeichnung des Kometen als sidus Iulium geht auf eine Ode des Dichters Horaz aus dem Jahr 24 v. Chr. zurück.

## Sichtbarkeit

C/-43 K1: Kometenaufgang am Nordosthimmel (Forum Romanum, 23. Juli -43, 16:40–23:40 Lokalzeit)

Nach dem Tode Caesars am 15. März 44 v. Chr. erschien ein Komet am Himmel über Rom. Römische und griechische Quellen berichten Details, die auffällig denen ähneln, die über einen Kometen berichtet wurden, der im selben Jahr in China und Korea gesehen wurde. Die früheste Erwähnung des Kometen stammt von Caesars Adoptivsohn, dem ersten römischen  Kaiser Octavian (Augustus).

### Berichte von Plinius und Seneca

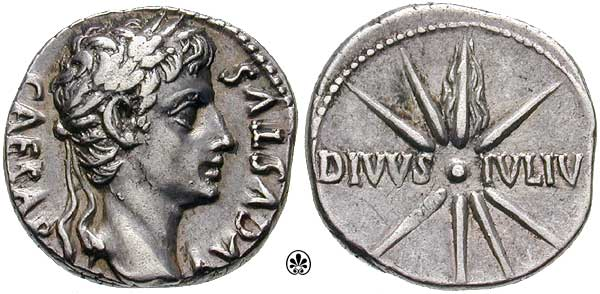
Denar mit dem Sidus Iulium

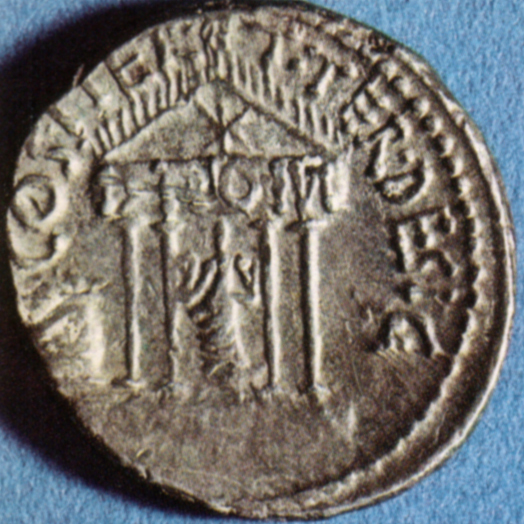
Tempel zu Ehren des Divus Iulius

Der älteste Text mit Details der Himmelserscheinung findet sich erst 77 n. Chr. in der Naturalis historia von Plinius, der auch das Zitat des Augustus überliefert:

„Nur an einem einzigen Ort der Erde, nämlich in Rom, wird ein Komet in einem Tempel verehrt, weil ihn der vergöttlichte Augustus als ein sehr günstiges Zeichen für sich erklärte. Er trat nämlich zu Beginn seiner Regierung in Erscheinung während der Spiele, die er zu Ehren der Venus Genetrix kurz nach dem Tode seines Vaters Caesar in dem noch von diesem eingesetzten Kollegium abhielt. Mit folgenden Worten äußerte er darüber seine Freude: ‚Gerade an den Tagen meiner Spiele wurde ein Haarstern sieben Tage lang am nördlichen Teile des Himmels erblickt; er ging um die elfte Tagesstunde auf, war sehr leuchtend und in allen Ländern sichtbar. Das Volk glaubte, durch diesen Stern werde die Aufnahme der Seele Caesars unter die unsterblichen Götter angezeigt; um dessentwillen wurde dieses Sternzeichen am Abbild seines Kopfes angebracht, das später auf dem Forum geweiht wurde.‘ So äußerte er sich öffentlich; in seinem Innern aber war er mit Freude davon überzeugt, dass der Stern für ihn selbst aufgegangen sei, und dass er mit ihm aufgehe – und zwar, wenn wir die Wahrheit sagen wollen, zum Heile der ganzen Welt.“

In ähnlichen Worten schilderte der römische Biograph Sueton um 120 n. Chr. Augustus’ Aussage in seinem Werk De vita Caesarum.
Der römische Philosoph Lucius Annaeus Seneca schrieb um 63 seine Naturales quaestiones und berichtete von einem Kometen, der „hervorkam nach dem Tod des vergöttlichten Julius (Caesar), während der Spiele der Venus Genetrix um die elfte Stunde des Tages.“ Weitere Erwähnungen des Kometen erfolgten bei Calpurnius Siculus in Eklogen I (60), Plutarch in Bíoi parálleloi (100), Cassius Dio in Römische Geschichte (229), Iulius Obsequens in Liber de prodigiis (4. Jahrhundert) und Servius in seinen Kommentaren zu Vergils Eklogen und Aeneis während des 4. Jahrhunderts. Servius gab für die Sichtbarkeit drei Tage an und erwähnte insbesondere eine Sichtbarkeit am Tage.
Das genaue Datum der Ereignisse in Rom war bis vor kurzem unsicher. Es wurde erwähnt, dass der Komet „während der Spiele der Venus Genetrix“ gesehen wurde. Der Tempel der Venus Genetrix wurde am 26. September −45 eingeweiht, aber zwei Jahre nach seiner Einweihung wurde eine neue Feierlichkeit geschaffen, genannt die ludi Victoriae Caesaris, die um den 20.–23. Juli stattfanden, und die Spiele der Venus Genetrix wurden mit diesen Spielen kombiniert. Demzufolge wurde Caesars Komet wahrscheinlich Ende Juli −43 (also im Juli 44 v. Chr.) gesehen.

### Sichtungen in China
Es gibt auch Quellen, die von einer Sichtung des Kometen in China berichten. Bān Gù war der Hauptautor des Hàn Shū (100). In den Annalen berichtet er von einem „Besenstern“, der im Sommer −43 zwischen dem 18. Mai und dem 16. Juni gesehen wurde. Er gibt auch astronomische Details zu dieser Erscheinung, wie eine Schweiflänge von 8 bis 10°. Ein koreanischer Bericht ist möglicherweise nicht original, sondern beruht auf den chinesischen Quellen.
Ein neuerer Untersuchungsbericht kommt zu dem Ergebnis, dass der chinesische und der römische Komet ein und derselbe waren, und die Autoren konnten Bahnelemente ableiten, die zu beiden Beobachtungen passen. Sie kamen zu dem Schluss, dass der Komet ein relativ helles Objekt war, als er in China gesehen wurde, dann wurde er schwächer und konnte für einen Monat nicht gesehen werden. Danach gab es einen dramatischen Helligkeitsausbruch, der ihn zum Ende Juli wieder zu einem Objekt für die Beobachtung mit bloßem Auge machte.
Als andere Möglichkeit, warum der Komet in China nur im Mai/Juni und in Rom nicht vor Juli gesehen wurde, wird auch ein historisch belegter Ausbruch des Ätna im selben Jahr diskutiert.

## Umlaufbahn
Für den Kometen Caesar konnte wegen der unsicheren Beobachtungsangaben nur eine parabolische Umlaufbahn bestimmt werden, die um rund 110° gegen die Ekliptik geneigt ist. Er läuft damit im gegenläufigen Sinn (retrograd) wie die Planeten durch seine Bahn. Im sonnennächsten Punkt der Bahn (Perihel), den der Komet am 25. Mai −43 durchlaufen hat, befand er sich mit etwa 33 Mio. km Abstand zur Sonne innerhalb der Umlaufbahn des Merkur. Einen Tag später ging er in etwa 90 Mio. km Abstand an der Venus vorüber. Bereits am 12. Mai und noch einmal am 1. August kam er der Erde bis auf etwa 1 AE/150 Mio. km nahe.
Zur Ableitung genäherter Bahnelemente konnten nur ungefähre Angaben von chinesischen und römischen Beobachtern aus einem Beobachtungszeitraum von zwei Monaten benutzt werden, sie sind daher mit großen Unsicherheiten behaftet, so dass über die Bahn des Kometen nur generelle Aussagen gemacht werden können und alle Zahlenangaben mit großer Vorsicht zu betrachten sind. Unter Verwendung der groben Bahnelemente von Ramsey und Licht, wie sie im NASA JPL Small-Body Database Browser gegeben sind, zeichnet sich jedoch die Möglichkeit ab, dass der Komet etwa elf Monate nach seinem Periheldurchgang noch einen nahen Vorbeigang (< 1 AE) am Planeten Jupiter erlebte, wodurch seine Bahnelemente in jedem Fall massiv beeinflusst worden wären. Die Umlaufbahn des Kometen könnte dadurch in eine langperiodische elliptische Bahn verändert worden sein, so dass der Komet nach mehreren 10.000 Jahren wieder ins innere Sonnensystem zurückkehren könnte.

## Chinesische Quellen
- 班固 (Bān Gù), (Qián) Hàn-shū (HS) 26:31b (Tiān-wén-zhì)
- 班固 (Bān Gù), (Qián) Hàn-shū (HS) 9 (Běn-zhì)

## Römische Quellen
- Sueton, Iul. 88
- Seneca, Nat. quaest. VII 17,2
- Servius, Aen. VIII 681
- Cassius Dio XLV 7,1
- Horaz, Od. I 12,46ff
- Vergil, Ecl. 9,46ff und Aen. VIII 680f

## Sekundärliteratur
- Christian Bechtold: Gott und Gestirn als Präsenzformen des toten Kaisers – Apotheose und Katasterismos in der politischen Kommunikation der römischen Kaiserzeit und ihre Anknüpfungspunkte im Hellenismus. V & R Unipress GmbH 2011, ISBN 978-3-89971-685-6.
- Patrizio Domenicucci: Astra Caesarum – Astronomia, astrologia e catasterismo da Cesare a Domiziano Pisa 1996 (Edizioni ETS), ISBN 88-7741-932-6. Rezensionen von John T. Ramsey; von Martin Pozzi
- John T. Ramsey, A. Lewis Licht: The Comet of 44 B.C. and Caesar’s Funeral Games. Atlanta 1997, ISBN 0-7885-0273-5. Rezension von Geoffrey Sumi
- K. Scott: „The Sidus Iulium and the Apotheosis of Caesar“. Classical Philology 39. 1941, S. 257–272.
- Hendrik Wagenvoort: Vergils vierte Ekloge und das Sidus Iulium. Amsterdam 1929, S. 1–38.
- Mary Frances Williams: „The Sidus Iulium, the divinity of men, and the Golden Age in Virgil’s Aeneid“. Leeds International Classical Studies 2,1. 2003

## Zitate
When beggars die there are no comets seen;
The heavens themselves blaze forth the death of princes.
Calpurnia (in William Shakespeare: Julius Caesar. II. ii. 30-31)
Fulget caesaris astrum (= Es leuchtet des Kaisers Gestirn), Wahlspruch von Rudolf II.